# Skarð (Wyspy Owcze)
Skarð – opuszczona wioska położona na wschodnim wybrzeżu wyspy Kunoy w regionie Norðoyar na Wyspach Owczych.
23 grudnia 1913 wszyscy mężczyźni zamieszkujący osadę (było ich siedmiu) zginęli podczas połowu. W ciągu sześciu kolejnych lat kobiety wraz z dziećmi opuściły Skarð i zamieszkały w Haraldssund.
W 1872 roku urodził się tu Símun av Skarði, farerski pisarz, autor Mítt alfagra land - hymnu państwowego Wysp Owczych.